# Vaanes Aravelênio
Vaanes Aravelênio (em latim: Vaanes; em grego: Βαάνης; romaniz.: Baánēs; em armênio: Վահան; romaniz.: Vahan) foi um nobre armênio (nacarar) do século IV da família Corcorúnio, ativo no correinado de Ársaces III (r. 378–387) e Cosroes IV (r. 385–389).

## Nome
Vaanes (Vaanes) é a forma latina do teofórico armênio Vaã (Վահան, Vahan), que derivou de Vaagne (Վահագն, Vahagn). Vahagn, por sua vez, foi um deus da mitologia armênia que derivou seu nome do parta Varragne (*Warhragn) / Vartagne (*Warθagn), do persa antigo Vertragna (Vṛθragna) e do avéstico Veretragna (vərəθraγna), que era o nome de um dos deuses do panteão iraniano. Como teofórico foi citado em armênio como Verã (Vrām), em persa médio como Vararã (Warahrān) e Varã (Wahrām), em grego como Boanes (Βοάνης, Boánes), Baanes (Βαάνης, Baánēs), Baranes (Βαρανης, Baranēs), Baânio (Βαανιος, Baanios), Uarrames / Varrames (Ουαρράμης, Ouarrámes), Barã (Βαραμ, Baram), Baramo (Βάραμος, Báramos) e Baram(a)anes (Βαραμ(a)άνης, Baram(a)anēs),  em georgiano como Barã (ბარამ, Baram), em latim como Veramo (Veramus) e Vararanes e em persa novo como Barã (بهرام, Bahrām).

## Contexto

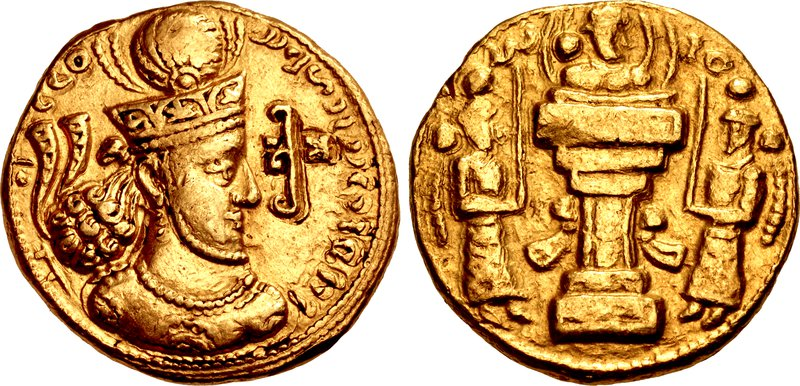
Dinar de r.

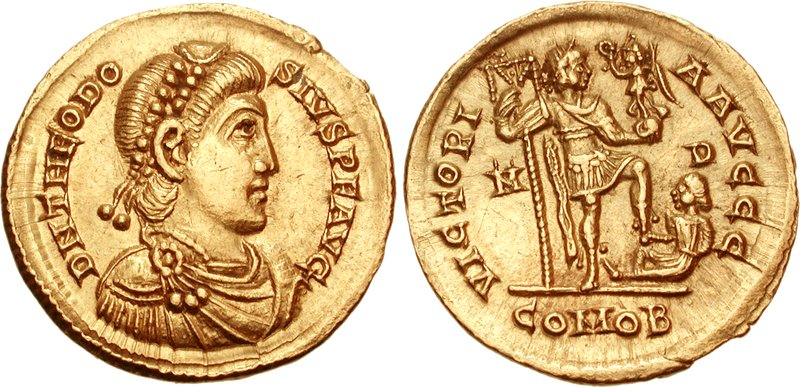
Soldo de Teodósio I r.

Em 387 foi firmada a Paz de Acilisena entre o imperador Teodósio I (r. 378–395) e o xainxá Sapor III (r. 373–378) que dividiu o Reino da Armênia em duas zonas de influência, a romana (ocidental) e a sassânida (oriental). Na porção ocidental, governou Ársaces III (r. 378–387), enquanto na oriental, Cosroes IV (r. 385–389). Parte da nobreza armênia decidiu permanecer junto de Ársaces, enquanto outros optaram por permanecer com Cosroes.

## Vida
A parentela de Vaanes é desconhecida, exceto que pertenceu à família Aravelênio. Quando ocorreu a divisão da Armênia, Isaque I optou por permanecer com Ársaces, mas ao ser falsamente acusado por seus parentes de Sispiritis perante o rei, quis fugir à Armênia Oriental e recebeu ajuda de Surena, Vaanes e Axídares. Durante a tentativa de fuga, foram impedidos pelo exército de Ársaces e foram obrigados a esperar um momento mais oportuno. Isaque conseguiria fugir primeiro, mas os demais continuaram esperando. Quando Ársaces começou a transferir seu tesouro da fortaleza de Ani (atual Quema, na Turquia) para Sofena, os três o roubaram e fugiram sob perseguição de Samuel Mamicônio. Esconderam-se numa caverna e foram sitiados pelas forças de Samuel até que foram resgatados por Isaque acompanhado do exército de Cosroes. Depois, foram escoltados à corte de Cosroes, que os recebeu com louvor pelo feito.